# 古地克成

古地 克成（ふるち かつなり、1971年12月4日 - ）は、日本のジャズミュージシャン、ドラマー、作曲家。

## 概要
宮崎県都城市生まれ。12歳よりドラムを始める。ジャズドラマーとして国内、海外と幅広く活動していたが、2002年に活動の場を都城市に移し、2003年からJAZZGALLERY“OLD-EARTH”を主宰しながら全国で幅広く活動。

## 来歴
中学・高校と吹奏楽部で打楽器を専攻。1991年の高校卒業と同時に上京し、大坂昌彦に師事。
1994年に渡米し、ニューヨーク・ルイジアナ州・マサチューセッツ州などで、ジャズセッションで研鑚する。
帰国後、日野皓正(Tp)グループにてツインドラムで日野元彦(Ds)と共演。好評を博しその後の演奏に多大な影響を受ける。
1998年、山中良之(Tp)グループ、松島啓之(Tp)、西尾健一(Tp)グループに参加。『スイングジャーナル』誌（現在廃刊）DRUM部門人気投票にランクイン。
1999年、佐藤帆(Ts) 安東昇(Wb)らとコードレストリオ「DELTA」を結成し、初のブロードバンドによるライブを世界に向けてストリーミング発信。
2002年、活動の場を都城市に移し、2003年からはJAZZGALLERY“OLD-EARTH”を主宰しながら全国で幅広く活動。
2005年、松崎加代子(Vo) 服部義満(Ts) 野本晴美(Pf) 安東昇(Wb)らと「SWING FIVE」を結成、全国ツアーを行う。
2007年、九州最大のジャズフェス「UMK PHOENIX JAM NIGHT」に出演し好評を博す。
2011年、前代未聞、60分drums ソロアルバム『SLASH RAIN(KFJ-1005)』を発表（東京恵比寿 シュガーソウルスタジオで録音）https://youtu.be/sP7md8knR9k。
2012年、EJQ 1stアルバム『MIST ISLAND(KFJ-1006)』宮里陽太(Sax) 関戸敬子(Pf) 関戸知雄(Wb) 谷口潤実(Per)らと製作発表。
2013年、Eathday Jazz QuintetにてUMK PHOENIX JAM NIGHTに出演し好評を博す。
2015年、山下達郎BANDのサックス奏者・宮里陽太(sax)の“pleasure”発売ツアーに成田祐一(pf)、川村竜(wb)らと全国ツアーに参加。『宮里陽太tour 2015″pleasure FINAL』CD&DVDに参加。
2016年3月、「古地克成spring jazz rord」としてマイクロバスにて全国33カ所ツアーを行う。関根彰良(Gt)、徳田智史(Wb)らと「古地克成JAZZ TRIPLETS」名義でライブ録音。3人の女性を模写した作品「THREE FLOWERS」(kfj-1008を製作)。同年7月に制作発表し全国発売開始。
2018年、9作目となる“blue on pink”(kfj-1009) 柳田裕輔(guitar)、坂元陽太(contra bass)らと古地克成(drums)TRIOで制作発表。
2019年より古地克成コードレストリオを山田穣(ss.as)、井上陽介(db)らと結成し都内を中心に活動開始。

## エピソード
- 生まれてまもない頃に日本酒を飲まされた記憶がある。
- 3歳でオルガンを習いに行くも頭痛の為、断念。10歳でピカソに影響を受け、小学校の担任に画家になれと勧められる。遠足に行くことにも疑問を感じ、自宅の庭でお弁当とオヤツ、 バナナを広げ 遠足らしからぬ近足を決行のちの人生にも影響がある事と思い返す。
- 自宅から小学校までの道のりを、竹馬で通う(1時間半)などし少年時代を過ごした。
- 音楽の授業では縦笛が苦手でいつも大太鼓か合わせシンバルに回された。通信簿はいつも2で、音楽とは無縁だと当時を振り返っている。音楽の先生の授業で4拍を刻みなさいと言われるが、 "誰が一拍とか決めたのだろう？" と頭を抱えていたという。
- 小学6年生のクラスが、都城市少年少女合唱団となる (一期生となる) 少年野球チームに3年所属し 腹筋、腕立て、指立て、マラソン大会、ケツバットに鍛えあげられるも中学進学で野球部に入部するが、あっさりと退部。エネルギーの行き場に迷いフラフラしている頃に、ヤンキー風の女子先輩に連れられ吹奏楽部を見学。後にスティックを持たされそのまま吹奏楽入部に至った。工業高校の定演にてビッグバンドのドラムとパーカッションのソロに衝撃を受け涙を滝のように流した。翌日には新聞配達の手続きを済ませ その給料で念願のドラムセットを手にするに至った。初めて中学校にドラムセットを持ち込み初めてドラムをコピーした曲は".ラフィンノーズ"の "戦争反対"だった。この頃からバンドに興味を持ち始め、自己のバンド"sperma"を結成し地元のデパートを借りてチケットを作成し、ライブを行うようになる。バンド活動を続ける中でプロのドラマーへの憧れが強くなり、中学を卒業と同時に上京したいと母親に告げると、母親の頭に10円玉くらいの不毛地帯が出来てしまい進学を決意した。
- 高校へは吹奏楽が盛んな工業高校へ進学し、吹奏楽部に所属する。工業高校入学と同時に "green peace"を中学の仲間と発足しバンド活動に勤しみ、300人を動員するバンドに成長するもコピーバンドの為解散。徐々にfusion、jazz bandに憧れを持つことになる (バディリッチ(ds)ジーンクルーパー(ds)) 当時はスカバンドも流行していた。
- また、この頃になると珈琲をサイフォンで淹れるなどし、当時付き合っていた彼女とマイルスデイビスを良く聞いた。とくにお気に入りはマルウォルドロン(pf)の "LEFT ALONE"だった。ジャッキーマクリーンのSAXに痺れまくり、なんだか大人の世界に入ったと確信した。同時に珈琲にはたっぷりの砂糖とミルクは付き物だった。
- 高校卒業と同時にドラマーを志し 上京。この時は就職も決めず(決まらず) 1991年、スネアケース１つで上京し、プロになる事を志ざす。古地克成ジャズ道の始まりである。
- 東京では、高円寺にて苦生活の為、ビルの屋上にテントを張り1年生活。最初は2畳のテントで生活していたが、のちに9畳のテントへと移行する。観葉植物とパラソルとロウソクランプに 囲まれて生活し快適だったと語る。後に最初の妻となる女性と半年同棲する。
- 31歳の頃、初婚 (3年後離婚) 2009年再婚 2児の父となる。現在宮崎県都城市在住、
- 自己のアトリエとして音楽事務所としての酒場 "OLD EARTH" を2002年主宰。
- 宮崎県都城市に活動の場を移行してからは マイクロバス(29人乗り)を改造し、料理、ホテル、ドラムスタジオ、ドラム教室と活用し、全国へ演奏活動を行う生活を2006年から2017年まで続けていた。これもまた格別だったと語る。

## 音楽性
吹奏楽で基礎がしっかりとある様に見えるが、実はロック寄りなアプローチを見せるときも多く、時に優しく、時に激しく。
一見渾沌としたプレイにも見えるが、楽曲や共演者の雰囲気を即座に見抜き、音が鳴るものは何でも叩きながらまるで絵画の様に曲自体の景色を塗り替えていく演奏スタイル。
精神面にも着目し、やや影がある方がJAZZに最適ではなかろうか、と語る繊細さと大胆さを合わせ持つ現代ジャズドラマーと評される。

## ディスコグラフィー
- "DELTA" kfj-1001 2001年製作 OLDEARTHレーベル 共同作業者 佐藤　帆(sax) 安東　昇(bass) 井出正行(編集マスタリング)
- "make me a memory"  kfj-1002 2005年製作 廃盤 OLDEARTHレーベル 共同作業者 服部義満(sax) 大西洋介(pf) 安東昇(db) 林清文(mixマスタリング)
- "swing five" kfj-1003 2006年製作  廃盤 OLDEARTHレーベル 共同作業者 松崎加代子(vo) 服部義満(sax) 野本晴美(pf) 安東昇(db) 林清文(編集マスタリング)
- "yerow signals"   kfj-1004  2007年製作 廃盤 OLDEARTHレーベル 共同作業者 西尾健一(tp) 松尾由堂(gu) 吉木稔(db) 山口修(PEG)
- "slash/rain" drums solo kfj-1005 2008年製作 恵比寿シュガーソウルレコード収録 OLDEARTHレーベル 共同作業者 柄沢達也(シュガーソウルレコードMIX) 井出正行(マスタリング) 山口修(PEG)
- "EJQ"mist island kfj-1006 2012年製作 OLDEARTHレーベル 共同作業者 宮里陽太(sax) 関戸敬子(pf) 関戸知雄(db) 谷口潤実(perc) 山口修(PEG)
- "jazzed"smile kfj-1007 2014年製作 OLDEARTHレーベル 共同作業者 山田穣(sax) 池田潔(db) 林清文(マスタリング) 山口修(PEG)
- "three flowers" kfj-1008 2016年製作 OLDEARTHレーベル 共同作業者 関根彰良(gu) 徳田智史(db) 林清文(マスタリング) 山口修(PEG)
- "Blue on Pink" kfj-1009 2019年製作 OLDEARTHレーベル 共同作業者 柳田裕輔(gu) 坂元陽太(db) 高森新之助(編集マスタリング) 山口修(PEG) (株)久米村

## 人物
1971年12月4日生  A型  愛煙家(2020年禁煙)
趣味 趣向品：絵画　ハイボール 